# Carnarvon (Południowa Afryka)
Carnarvon – miasto w Republice Południowej Afryki, położone w Prowincji Przylądkowej Północnej, w dystrykcie Pixley ke Seme, w gminie Kareeberg której jest siedzibą administracyjną.